# Виконт Бойн

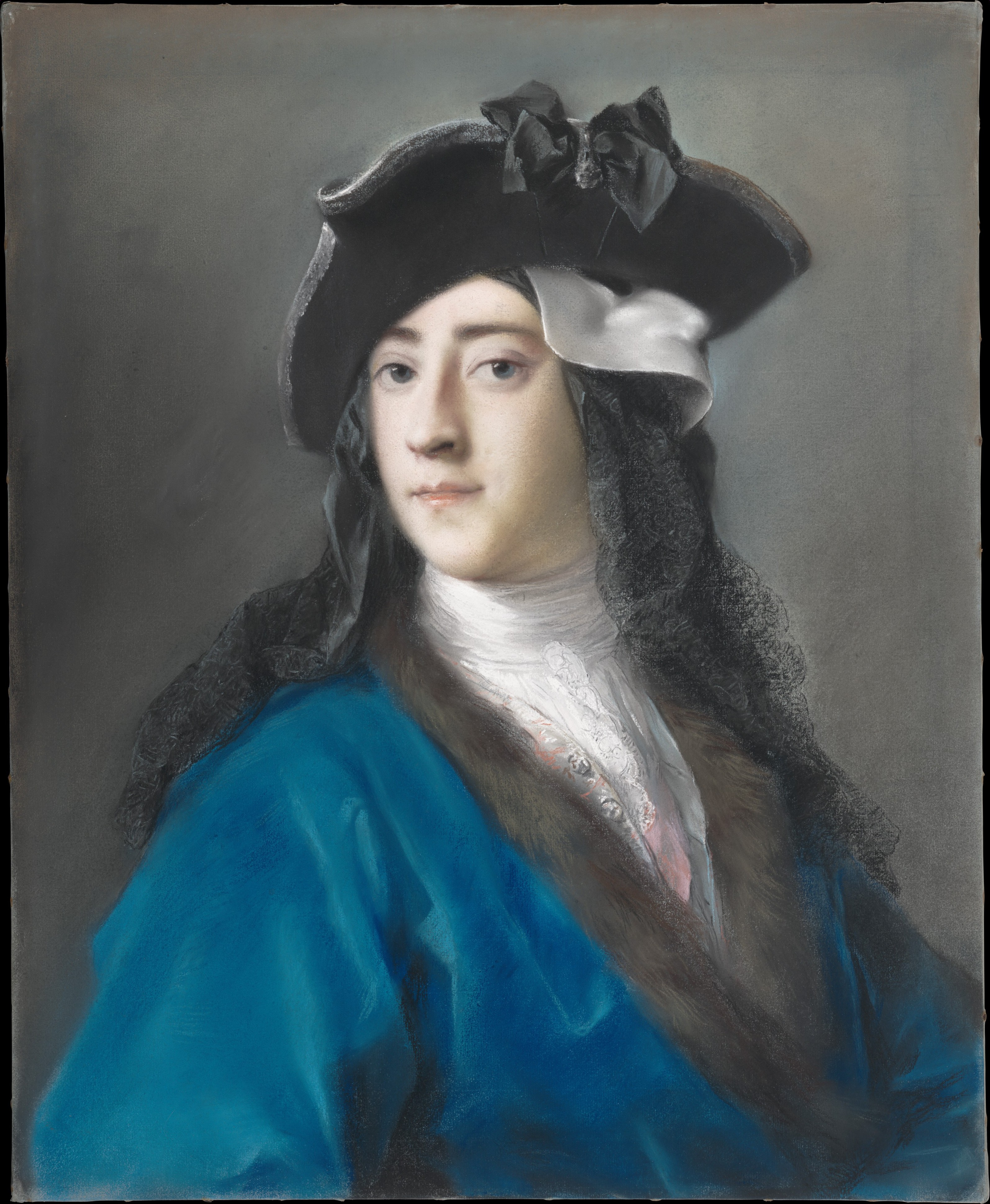
Густав Гамильтон, 2-й виконт Бойн (1710—1746)

Виконт Бойн из провинции Лейнстер (англ. Viscount Boyne) — наследственный титул в системе Пэрства Ирландии.

## История
Титул виконта Бойна был создан 20 августа 1717 года для шотландского военачальника Густава Гамильтона, 1-го барона Гамильтона из Стакаллана (1642—1723). Он уже получил в 1715 году титул барона Гамильтона из Стакаллана в графстве Мит (Пэрство Ирландии). Густав Гамильтон был младшим сыном сэра Фредерика Гамильтона (1590—1647), младшего сына Клода Гамильтона, 1-го лорда Пейсли (1546—1621). Клод Гамильтон, 1-й лорд Пейсли, был родоначальником герцогов Аберкорн и третьим сыном Джеймса Гамильтона, 2-го графа Аррана, родоначальника герцогов Гамильтон.
Его внук и преемник, Густав Гамильтон, 2-й виконт Бойн (1710—1746), представлял в Палате общин Ньюпорт на острове Уайт (1736—1741). Его кузен, Ричард Гамильтон, 4-й виконт Бойн (1724—1789), заседал в Ирландской палате общин от Навана (1755—1761). Его правнук, Густав Фредерик Гамильтон, 7-й виконт Бойн (1798—1872), в 1855 году принял дополнительную фамилию «Рассел». В 1866 году для него был создан титул барона Бранкепета из Бранкепета в графстве Дарем (Пэрство Соединённого королевства). До принятия Палатой лордов акта 1999 года виконты Бойн заседали в Палате лордов Великобритании.
По состоянию на 2025 год, носителем титула являлся его потомок, Густав Майкл Стакли Гамильтон-Рассел, 11-й виконт Бойн (род. 1965), который наследовал своему отцу в 1995 году.
Семейная резиденция виконтов Бойн — Бервартон в окрестностях Бриджнорта в графстве Шропшир.

## Виконты Бойн (1717)
- 1717—1723: Густав Гамильтон, 1-й виконт Бойн (1642 — 16 сентября 1723), младший сын сэра Фредерика Гамильтона (1590—1647), младшего сына Клода Гамильтона, 1-го лорда Пейсли (1546—1621);
  - Достопочтенный Фредерик Гамильтон (ок. 1663 — 10 декабря 1715), старший сын предыдущего;
- 1723—1746: Густав Гамильтон, 2-й виконт Бойн (1710 — 20 апреля 1746), единственный сын предыдущего и внук 1-го виконта Бойна;
- 1746—1772: Фредерик Гамильтон, 3-й виконт Бойн (9 ноября 1718 — 2 января 1772), старший сын достопочтенного Густава Гамильтона (ум. 1733/1734), внук генерал-лейтенанта Густава Гамильтона, 1-го виконта Бойна;
- 1772—1789: Ричард Гамильтон, 4-й виконт Бойн (24 марта 1724 — 30 июля 1789), младший брат предыдущего;
- 1789—1816: Густав Гамильтон, 5-й виконт Бойн (20 декабря 1749 — 29 февраля 1816), единственный сын предыдущего;
- 1816—1855: Густав Гамильтон, 6-й виконт Бойн (12 апреля 1777 — 30 марта 1855), единственный сын предыдущего;
- 1855—1872: Густав Фридрих Гамильтон-Рассел, 7-й виконт Бойн (11 мая 1798 — 27 октября 1872), единственный сын предыдущего;
- 1872—1907: Густав Рассел Гамильтон-Рассел, 8-й виконт Бойн (28 мая 1830 — 30 декабря 1907), единственный сын предыдущего;
- 1907—1942: Густав Уильям Гамильтон-Рассел, 9-й виконт Бойн (11 января 1864 — 18 января 1942), второй сын предыдущего;
- 1942—1995: Густав Майкл Джордж Гамильтон-Рассел, 10-й виконт Бойн (10 февраля 1931 — 14 декабря 1995), единственный сын достопочтенного Густава Ласкеллеса Гамильтона (1907—1940), старшего сына 9-го виконта Бойна;
- 1995 — настоящее время: Густав Майкл Стакли Гамильтон-Рассел, 11-й виконт Бойн (род. 27 апреля 1965), единственный сын предыдущего;
  - Наследник: Достопочтенный Густав Арчи Эдвард Гамильтон-Рассел (род. 13 июня 1999), старший сын-близнец предыдущего.